# Shin'ichi Mutō
Shin'ichi Mutō (武藤 真一?, Mutō Shin'ichi; Prefettura di Miyagi, 2 aprile 1973) è un ex calciatore giapponese, di ruolo centrocampista.